# Ray Gallon
Ray Gallon (* um 1965 in New York City) ist ein US-amerikanischer Musiker (Piano, auch Keyboard) des Modern Jazz.

## Leben und Wirken
Gallon arbeitete ab den 1980er-Jahren in der New Yorker Jazzszene; erste Aufnahmen entstanden 1988, als er in der Big Band von Lionel Hampton Keyboarder war, zu hören auf dessen Album Cookin’ in the Kitchen, das eine Grammy-Nominierung erhielt. Seitdem spielte er u. a. mit Ron Carter, Art Farmer, T. S. Monk, Dizzy Gillespie, Milt Jackson, Sweets Edison, Wycliffe Gordon, Les Paul, Benny Golson, Frank Wess, Lew Tabackin, George Adams und in der Mingus Big Band. Außerdem war er als Begleitmusiker von Vokalisten wie Jon Hendricks, Sheila Jordan, Grady Tate, Nnenna Freelon, Gloria Lynne, Dakota Staton, Joe Williams, Chaka Khan und Jane Monheit tätig. Weiterhin arbeitete er mit einem eigenen Trio (bzw. im Duo mit Peter Washington) und trat als Solist auf. Seine Kompositionen wurden von T.S. Monk, den Harper Brothers und George Adams gespielt.
2019 leitete Gallon ein Quartett, dem Steve Nelson (Vibraphon), David Wong (Bass) und Jason Brown (Drums) angehörten. Dann arbeitete er vornehmlich in Triobesetzungen, in denen er auch aufnahm. 2025 tourte er mit Calvin Lennig und Finn Wiest in Deutschland.
Gallon trat außerdem als Studiomusiker in The Tonight Show and Today auf, ferner in TV- und Rundfunksendungen des BET-TV und NPR. Des Weiteren war er als Musikpädagoge tätig, u. a. an The New School; gegenwärtig unterrichtet er im BFA Jazz Program am City College of New York.
Im Bereich des Jazz war er zwischen 1988 und 2016 an neun Aufnahmesessions beteiligt, zuletzt mit dem Jon De Lucia Octet.

## Diskographische Hinweise
- George Adams: Old Feeling (1991)
- The Harper Brothers: You Can Hide Inside the Music (Verve, 1991)
- T.S. Monk: Crosstalk (1999)
- Make Your Move (2021, mit David Wong, Kenny Washington)
- Grand Company (2023, mit Ron Carter, Lewis Nash)